# Luigi Mayer
Luigi Mayer (1755-1803) est un artiste italo-allemand et l'un des peintres européens les plus anciens et les plus importants de l'Empire Ottoman de la fin du XVIIIe siècle.

## Biographie
Mayer était un ami proche de Sir Robert Ainslie, 1er baronnet, ambassadeur britannique en Turquie entre 1776 et 1792, et la plupart de ses peintures et dessins de cette période ont été commandés par Ainslie. Il a beaucoup voyagé à travers l'Empire ottoman entre 1776 et 1794, et est devenu bien connu pour ses croquis et ses peintures de paysages panoramiques de sites anciens, des Balkans aux îles grecques, en passant par la Turquie et l'Égypte, en particulier les monuments anciens et le Nil. De nombreuses œuvres ont été rassemblées dans la collection d'Ainslie, qui a ensuite été présentée au British Museum, offrant ainsi un aperçu précieux du Moyen-Orient de cette période.

## Œuvres
Vues en Turquie en Europe et en Asie (à partir de 1801), de Sir Robert Ainslie, était une œuvre en plusieurs volumes basée sur les dessins de Mayer. Il y avait des plaques gravées par William Watts,. Thomas Milton était impliqué, produisant des aquatintes de vues égyptiennes.

## Galerie

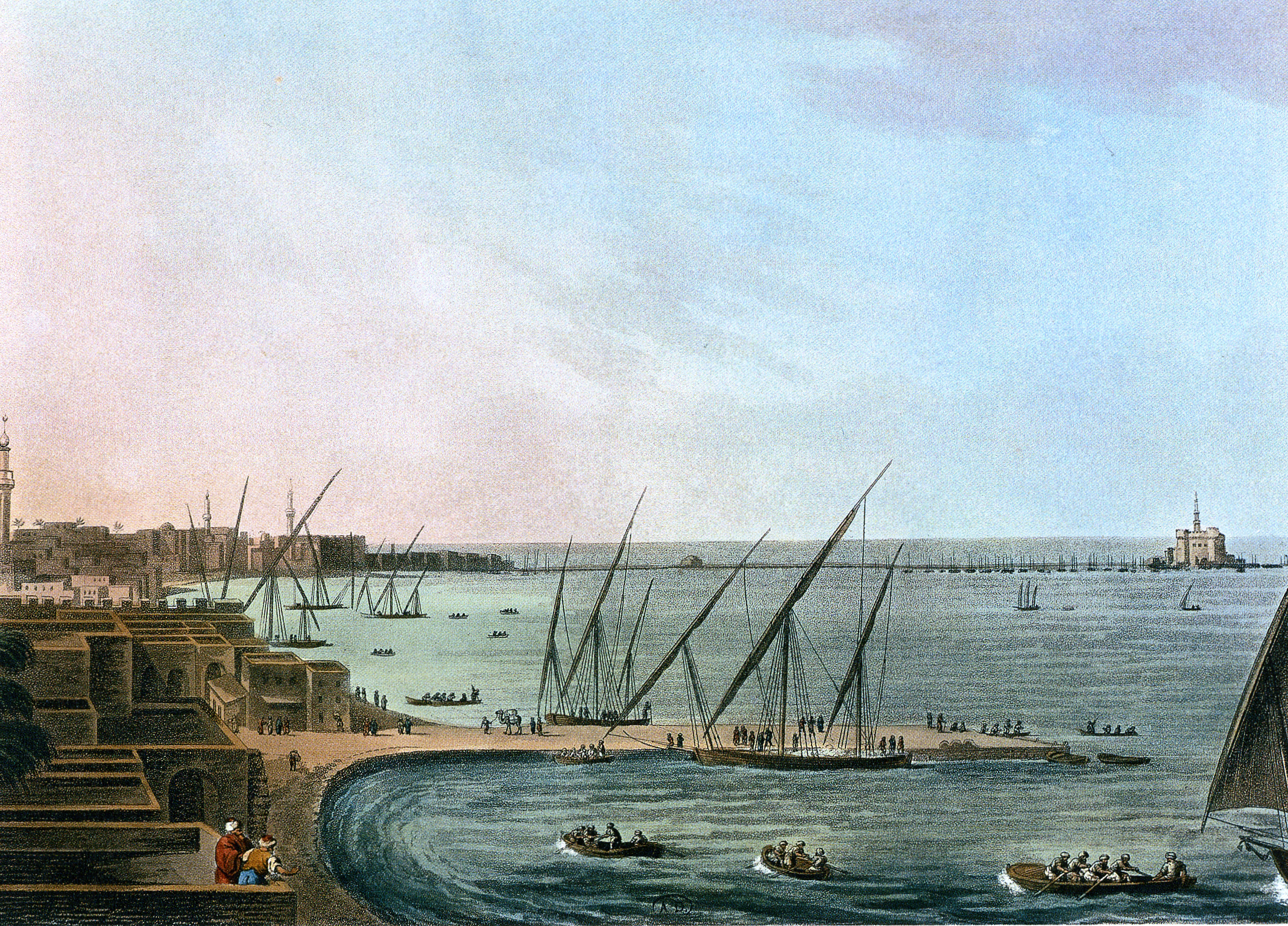
Phare D'Alexandrie.
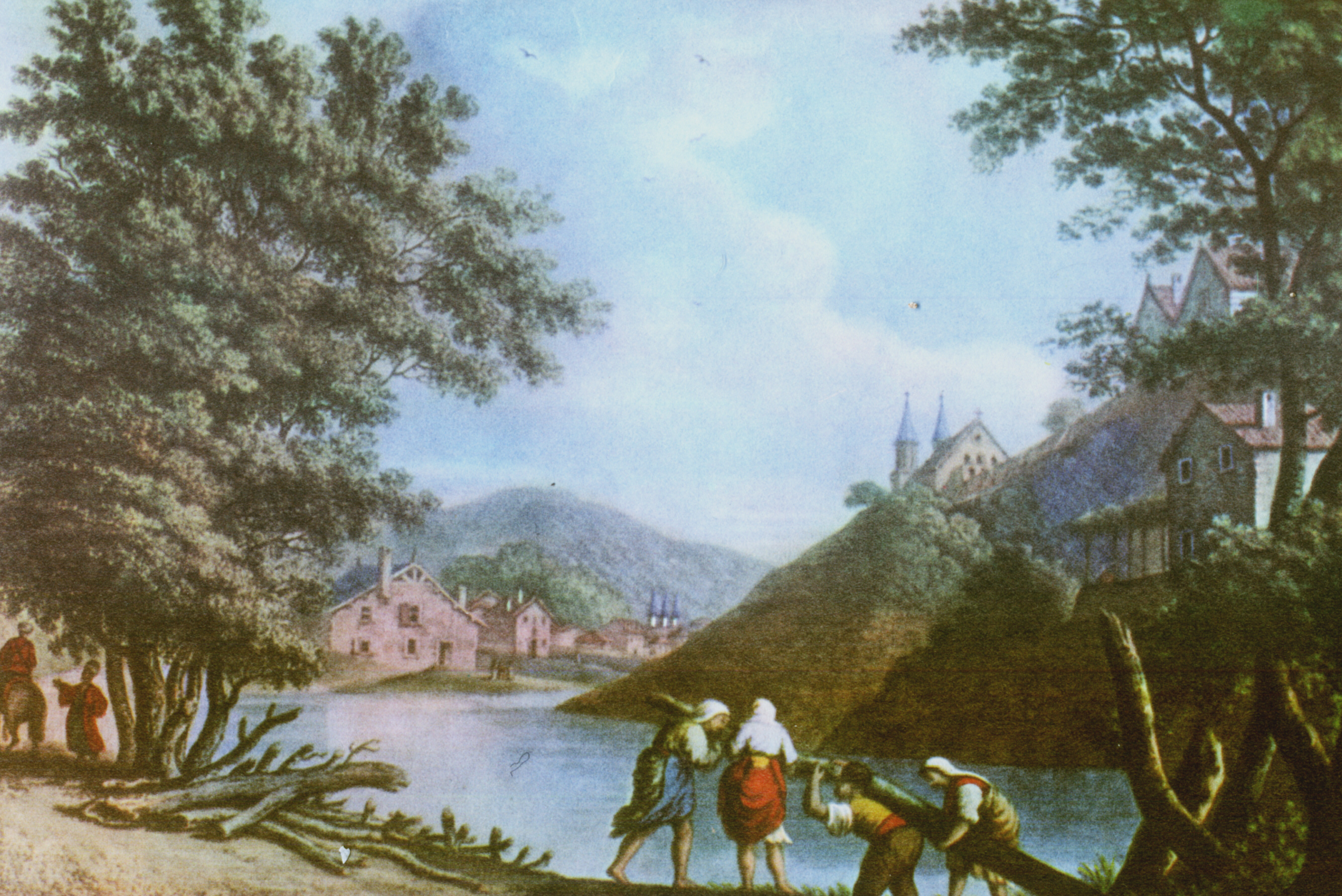
De Pitesti.
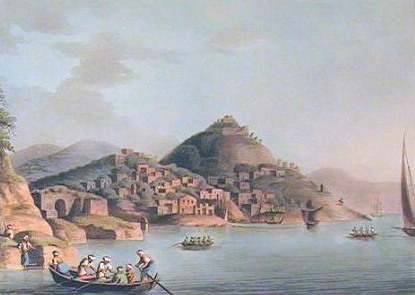
Telmessos.
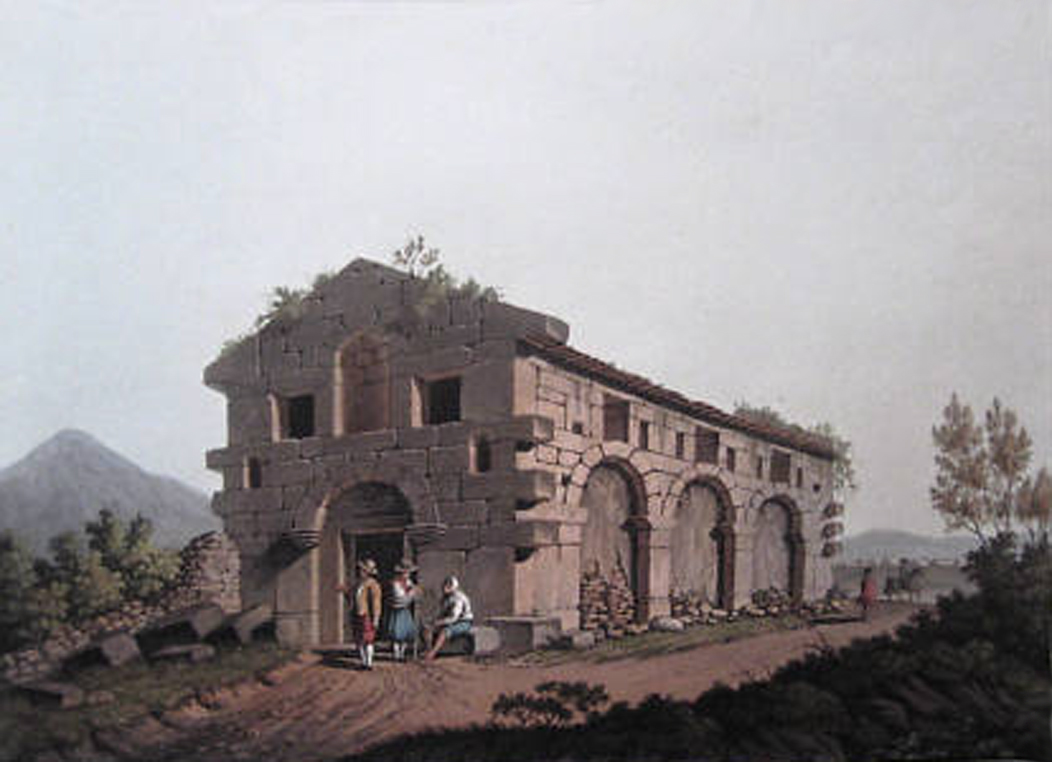
Paliki bains, îles ioniennes.